# キッズ・アー・オールライト
『キッズ・アー・オールライト』（The Kids Are Alright）は、イギリスのロックバンド、ザ・フーのドキュメンタリー映画。1979年公開。監督はジェフ・スタイン。タイトルは同名のザ・フーの楽曲からとられている。

## 概要
ザ・フーがデビューした1964年から、メンバーのキース・ムーンが死亡する直前の1978年までのグループのライヴやプロモーションビデオ、テレビ出演時などの映像をまとめた記録映画である。MTVが発足する前で、各家庭にビデオ機もまだ普及していない頃の作品だったこともあり、ファンにとっては貴重な作品となった。特に1968年に制作され、その後封印された「ロックンロール・サーカス」からの映像が一部ではあるが発掘されたことは、当時のロック・ファンから大きな注目を集めた。監督を務めたジェフ・スタインはニューヨーク出身の映画監督で、11際の頃から熱心なザ・フーのファンであり、映画の製作が開始された1977年当時は弱冠22歳だった。彼はこの他、トム・ペティ&ザ・ハートブレイカーズやビリー・アイドルのプロモーションビデオの演出なども手がけている。ミュージカル・ディレクターはジョン・エントウィッスルが担当している。ピート・タウンゼントは「当時の自分たちの本当の姿を描いていない」と本作に否定的な見方をしているが、ザ・フーというバンドを理解する上で最も重要な作品としてファンの間では愛されている作品である。
本作のプレミアはザ・フーの1973年のアルバム『四重人格』を原作とした映画『さらば青春の光』と同時に公開された。日本では1979年当時は公開されず、1980年代に入ってからVHSで発売されたのが初出となる（ただし、サウンドトラック盤は映画公開時にリリースされている）。映画の宣伝ポスターやサウンドトラック盤のジャケットに使用されたメンバーがユニオンジャックをまとって眠る写真は、1968年4月に「ライフ」誌のために撮影されたものである。この写真のアウトテイクが2000年のライヴアルバム『BBCセッションズ』にも使用されている。

## 制作
ジェフ・スタインが最初にザ・フーに伝記映画の制作の話を持ちかけたのは1975年3月だった。スタインはこれより前の1971年に、許可を得てグループのステージを撮影し、これらの写真が1973年に『ザ・フー』のタイトルで書籍化されたこともある。1976年、スタインはメンバーへのプレゼンとして、17分間の宣伝用フィルムを製作しメンバーに見せたところ高評価を受け、正式に制作へのゴーサインが下り、1977年5月より映画の制作が開始された。スタインはタウンゼントから「このプロジェクトを進めるにあたり直面するだろうあらゆる狂気に耐えられるなら、俺がお前をバックアップしてやろう」と言われたと明かしており、タウンゼントのことを「彼は僕のよき理解者であり黒幕であり魔法使いだった」と表現している。
スタインには300,000ポンドの制作費と48週間の制作期間が与えられた。最初の数週間はロンドンとニューヨーク、ロサンゼルスで保管された映像の行方を突き止めるのに費やされたという。スタイン自らも制作費の調達に回り、出資が望めそうな人物にはどこへでも誰にでも会いに行ったという。時には横柄なエージェントから「誰がロックの映画に金なんか出すか」「お前なんかただのゴミだ」などと罵られることもあったという。また「ロックンロール・サーカス」からの映像は、タウンゼントやこのイベントの主催者であったローリング・ストーンズのミック・ジャガーの尽力もあり、ザ・フーの出演シーンのみ救い出すことが出来た（「ロックンロール・サーカス」の映像および音源は、当時ストーンズのマネージャーだったアラン・クレインに握られており、彼との関係が絶たれてからはストーンズも手出しが出来なくなっていた）。
撮影は1977年7月20日、シェパートン・フィルム・スタジオにて開始された。8月からはアメリカ合衆国に渡り、ムーンのシーンを中心にした撮影が始まる。ここでの素材からは、ムーンがSM嬢に鞭で尻を叩かれながらインタビューを受けるシーンや、親友のリンゴ・スターと語らうシーンなどが使用されている。同年9月からグループがアルバム『フー・アー・ユー』のレコーディングに入ったため、映画の製作は一度中断される。
しかし、ここまでに撮影した素材には使い物にならないものが多く、現在のザ・フーのライヴ映像を強く欲したスタインは、タウンゼントに「映画のためのライヴをやってほしい」と頼み込むが、タウンゼントは自身の難聴の悪化と、ムーンが長年の不摂生のために体調を崩していたことを理由に難色を示す。しかしスタインのたっての願いにより、グループは12月15日、1年以上ぶりにロンドン、キルバーンのゴーモント・ステート・シネマで観客を入れたコンサートを行う。しかし1年以上のブランクは隠しきれずこの時の演奏はボロボロで、このライヴからの映像はほとんどが使われずに終わった（ただし、サントラ盤にはこのライヴから「マイ・ワイフ」が収録されている）。スタインもこのライヴの様子について「雰囲気がとても悪かった」と振り返っている。
1978年1月にはエントウィッスルの自宅での撮影が行われる。同年5月25日、キルバーンに代わるライヴ映像収録のため、シェパートンBスタジオにて、再び観客を入れた撮影が行われた。当初は3曲のみ演奏する予定だったが、撮り直しに協力してくれた観客のために、グループは非公式のライヴを行った。この時もムーンの体調が優れず、「無法の世界」は1テイク目は演奏が上手くいかなかったが、スタインがタウンゼントに「もう1度やってくれないか」と懇願し、再度演奏したところこれが最高に盛り上がったため、このテイクが映画に使用された。そしてこれが結果的にムーン最後のステージとなった。このライヴ映像の収録を以って映画はほぼ完成したが、ムーンは映画の公開を待たずに9月7日、オーバードースにより死亡した。
映画のプレミアがニューヨークで行われたとき、本作の内容に触発された観客が映画館を破壊しはじめ、大騒ぎになったという。これを見てスタインは「成功だ」と思ったという。制作前、タウンゼントはスタインに「本当の俺たちを知ったらお前は俺たちを嫌いになるかもな」に言ったというが、スタインは「彼らを嫌うことはなかった。今でも彼らのファンだ。感じたのは仕事をやり遂げた充実感だった」と語っている。

## 内容
※映像の概要、収録日の出典はDVD『キッズ・アー・オールライト』ディレクターズ・カット完全版（2004年）付属の解説より

※☆はレコード音源が使用された楽曲

### コンサート映像
- モンタレー・ポップ・フェスティバル - 「マイ・ジェネレーション」（1967年6月18日）
- ロックンロール・サーカス - 「クイック・ワン」（1968年12月10日）
- ウッドストック・フェスティバル - 「ピンボールの魔術師」、「シー・ミー・フィール・ミー」、「マイ・ジェネレーション」（最終部）、「スパークス」（1969年8月17日）
- ロンドン・コロシアム・センター公演 - 「ヤングマン・ブルース」 （1969年12月14日）
- メトロポリタン・スタジアム公演 - 「ロード・ランナー」、「マイ・ジェネレーション・ブルース」（1975年12月6日）

### テレビ出演映像
- 「レディ・ステディ・ゴー!」 - 「エニウェイ・エニハウ・エニホエア」（1965年7月1日）
- 「シンディグ!」 - 「アイ・キャント・エクスプレイン」（1965年8月3日）、 「シャウト・アンド・シミー」（1965年8月6日）
- 「ア・ホール・シーン・ゴーイング」 - トーク（タウンゼント）（1966年1月5日）
- 「スマザーズ・ブラザーズ・ショー」 - 「マイ・ジェネレーション」（1967年9月15日）
- 「ビート・クラブ」 - 「マジック・バス」☆（1968年10月7日）、「トミー、聞こえるかい」☆、トーク（タウンゼント）（1969年8月26日－28日）
- 「ラッセル・ハーティ・プラス」　- トーク（ザ・フー）（1973年1月3日）、トーク（ロジャー・ダルトリー、ケン・ラッセル）（1975年5月27日）
- 「セカンド・ハウス」 - トーク（タウンゼント）（1974年8月29日）
- 「オール・ユー・ニード・イズ・ラヴ」 - トーク（ムーン）（1975年9月）
- ローリング・ストーン誌10周年記念特番 - ムーンとスティーヴ・マーティンのコント（「くもの巣となぞ」内のシーン）（1977年8月）
- 「トゥナイト」 - トーク（タウンゼント）（1977年10月）

### プロモーションビデオ
- 「恋のピンチ・ヒッター」☆（1966年5月21日）
- 「ハッピー・ジャック」☆（1966年12月19日）
- 「リリーのおもかげ」☆（1967年4月19日）
- 「くもの巣となぞ」☆（1968年2月27日）[注釈 1]
- 「フー・アー・ユー」（1978年5月9日）[注釈 2]

### 映画オリジナル
- 1971年9月撮影分（ロジャー・ダルトリー邸にて） - グループのミーティングのシーン[注釈 3]
- 1977年7月21日撮影分（シェパートン・フィルム・スタジオ）- 「バーバラ・アン」のリハーサル、タウンゼントとムーンのトークなど
- 1977年8月8日-12日撮影分（マリブのムーン邸にて）- ムーンへのインタビュー、ムーンとリンゴ・スターのトークなど
- キルバーンでのライヴ - 一部のみ（1977年12月15日）
- 1978年1月5日-6日撮影分（ストウ・オン・ザ・ウォルドのエントウィッスル邸にて）- 「サクセス・ストーリー」のシーン、エントウィッスルのトークなど
- シェパートン・スタジオでのライヴ - 「ババ・オライリィ」、「無法の世界」（1978年5月25日）

## ソフト化
1982年、VHSとして発売。2004年、映像、音声を修復し、さらに特典映像を追加した2枚組DVD「ディレクターズ・カット完全版」がリリースされた。ボーナスDVDにはロジャー・ダルトリーやジェフ・スタインの最新インタビューの他、「ババ・オライリィ」、「無法の世界」のマルチ・アングルおよびエントウィッスルのベース・トラック、リストア前／後の比較映像、ザ・フーにまつわるトリビアクイズなどが収められている。2010年にはブルーレイ版がリリースされた。
2008年になって、この映画用に撮影されたもののほとんど使用されなかったキルバーン、ゴーモント・ステート・シネマでのライヴ（1977年12月）を全編収録したDVD『The Who at Kilburn: 1977』がリリースされた。同DVDには1969年12月14日のロンドン・コロシアム公演でのライヴ全編も同時収録されている。現在このDVDは日本盤未発売となっている。

## サウンドトラック
詳細は『キッズ・アー・オールライト (サウンドトラック)』を参照。